# Kim Song-ae
Kim Song-ae (Koreaans: 김성애; Kangso, 29 december 1924 – Kanggye, 23 september 2014) was een Noord-Koreaanse politica en de tweede vrouw van Kim Il-sung, de oprichter van Noord-Korea. Haar politieke carrière strekte zich over meerdere decennia uit, waarin ze invloedrijke posities bekleedde binnen het Noord-Koreaanse regime, maar ze raakte ook verstrikt in de machtsstrijd binnen de heersende Kim-familie, waardoor ze uiteindelijk uit de publieke belangstelling verdween.

## Biografie

### Vroeg leven en huwelijk met Kim Il-sung
Kim Song-ae werd geboren als Kim Sŏngp'al op 29 december 1924 in de provincie Zuid-Pyongan. Ze begon haar carrière in het ministerie van Nationale Defensie, waar ze werkte als administratief assistent. Ze ontmoette Kim Il-sung in 1948 en begon, na de dood van zijn eerste vrouw, Kim Jong Suk, in 1949, zijn huishouding te beheren. Tijdens de Koreaanse Oorlog zorgde ze voor Kim Il-sungs kinderen, waaronder zijn toekomstige opvolger, Kim Jong-il. Kim Song-ae en Kim Il-sung trouwden in 1952, hoewel er vanwege de oorlog geen formele ceremonie werd gehouden. Samen kregen ze drie zonen: Kim Kyong-jin, Kim Pyong-il en Kim Yong-il.

### Politieke macht
Kim Song-ae’s politieke invloed groeide aanzienlijk tijdens de jaren 1960 en 1970. In 1965 werd ze vicevoorzitter van het Centraal Comité van de Koreaanse Democratische Vrouwenliga (KDWL) en in 1971 werd ze voorzitter. Als de vrouw van Kim Il-sung bezat ze aanzienlijke invloed, zowel in de publieke sfeer als binnen de politieke elite. Haar leiderschapsrol in de vrouwenliga stelde haar in staat een sleutelrol te spelen in het bevorderen van de ideologische doelen van het regime, en ze werd een emblematische figuur in de persoonlijkheidscultus van het staatshoofd, die deugden van de first lady verheerlijkt.

### Rivaliteit met Kim Jong-il
Kim Song-ae koesterde ambities voor haar zoon, Kim Pyong-il, om Kim Il-sung op te volgen als leider van Noord-Korea, in plaats van Kim Il-sungs zoon uit zijn eerste huwelijk, Kim Jong-il. Deze ambitie bracht haar in direct conflict met haar stiefzoon en diens aanhangers. Ze kreeg de steun van een factie binnen de Noord-Koreaanse elite, waaronder haar broer Kim Kwang-hop en Kim Il-sungs jongere broer Kim Yong-ju. Kim Jong-ils factie, die geleidelijk aan de macht consolideerde, zag haar echter als een bedreiging en werkte eraan haar invloed te verminderen.
In 1973 begon Kim Jong-il zijn campagne tegen zijn stiefmoeder, inclusief de productie van een film die haar afschilderde als een slechte, manipulatieve figuur. In 1976 werd Kim Song-ae ontdaan van haar functie als voorzitter van de KDWL, waardoor haar politieke invloed effectief werd beperkt. Ze werd ook in 1981 onder huisarrest geplaatst, terwijl Kim Jong-il zijn positie als de aangewezen opvolger van Kim Il-sung veiligstelde.

### Achteruitgang en isolatie
Hoewel Kim Song-ae’s politieke invloed afnam in de jaren 1980, werd ze in 1993 kortstondig hersteld als voorzitter van de KDWL door Kim Jong-il. Haar rol was echter puur symbolisch en nominatief, wat het einde markeerde van haar actieve politieke carrière. Ze werd opnieuw uit haar functie verwijderd in 1998, en na deze periode verdween ze grotendeels uit het publieke oog. Rapporten over haar latere leven zijn schaars, met geruchten die suggereren dat ze in 2001 omkwam bij een auto-ongeluk. Andere bronnen beweren echter dat ze in slechte gezondheid leefde tot haar dood in 2014, hoewel de details onduidelijk blijven.

### Erfenis en laatste jaren
Kim Song-ae’s erfenis wordt grotendeels overschaduwd door de opkomst van Kim Jong-il en zijn consolidatie van de macht in de jaren 1970 en 1980. Haar ambities voor de opvolging door haar zoon werden nooit gerealiseerd, en ze werd een van de vergeten figuren in de Noord-Koreaanse geschiedenis. Het Noord-Koreaanse regime heeft sindsdien haar rol geminimaliseerd, met onderwijsbronnen en officiële verslagen die haar naam weglaten, alsof ze nooit heeft bestaan. Haar laatste jaren blijven gehuld in mysterie, met tegenstrijdige berichten over haar gezondheid en dood. 